# Lena-Arena
Die Lena-Arena, offiziell Airberlin World, war ein temporäres Fußballstadion im Düsseldorfer Arena-Sportpark, das von der Stadionbaufirma Nüssli errichtet und vom damaligen Zweitligisten Fortuna Düsseldorf im Vorfeld des Eurovision Song Contest 2011 in der ESPRIT arena für drei Heimspiele genutzt wurde. Der Namenssponsor des Stadions war die Fluggesellschaft Air Berlin. Neben dem Sponsorennamen bekam das Stadion in Anlehnung an die Sängerin Lena Meyer-Landrut, die den Eurovision Song Contest 2010 gewonnen hatte und 2011 in Düsseldorf zur Titelverteidigung antrat, den Spitznamen Lena-Arena.

## Geschichte
Nachdem der NDR am 12. Oktober 2010 entschieden hatte, dass Düsseldorf und somit die ESPRIT arena den Eurovision Song Contest 2011 ausrichten würden, musste ein Ausweichstadion für die Fortuna gefunden werden. Ein möglicher Umzug nach Bochum ins Ruhrstadion oder nach Leverkusen in die BayArena galt nicht als Ideallösung und wurde wie ein möglicher Ausbau des Paul-Janes-Stadions, wo die zweite, die U-19- und die U-17-Mannschaft von Fortuna Düsseldorf ihre Heimspiele austragen, verworfen.
Am 11. Januar erteilte die Stadt Düsseldorf der Stadionbaufirma Nüssli den Auftrag, ein mobiles Stadion auf dem 43.000 m² großen Trainingsgelände der Fortuna, welches sich direkt neben der ESPRIT arena befindet, zu erbauen. Die Stadt Düsseldorf hatte das Stadion bis Anfang Juni angemietet. Neben drei gewonnenen Heimspielen der Fortuna wurden hier auch Veranstaltungen im Rahmenprogramm des Song Contest, wie zum Beispiel der Auftritt eines großen Kinderchors, durchgeführt. Ab 16. Mai 2011 wurde das Stadion wieder abgebaut.

## Fassungsvermögen
Die Kapazität von 20.168 Plätzen verteilte sich auf 12.454 Sitz- und 7.714 Stehplätze. Für die Gäste standen 2.000 Plätze, wovon wiederum 1.400 Steh- und 600 Sitzplätze waren, zur Verfügung. Im VIP-Bereich fanden 1.000 Personen Platz.

## Spiele
- 26. Mär. 2011:  Deutschland U17 –  Ukraine U17 2:0
- 15. Apr. 2011: Fortuna Düsseldorf – 1. FC Union Berlin 3:0
- 24. Apr. 2011: Fortuna Düsseldorf – Arminia Bielefeld 2:0
- 08. Mai 2011: Fortuna Düsseldorf – Alemannia Aachen 3:1